# Edizioni Dehoniane Bologna
Edizioni Dehoniane Bologna, abbreviata in EDB, nasce come casa editrice della Congregazione dei sacerdoti del Sacro Cuore di Gesù, noti come dehoniani dal nome del fondatore, padre Leone Dehon (1843-1925). Ha sede a Bologna. 
È il secondo gruppo di editoria cattolica attivo in Italia. Ha un catalogo di tremila titoli e pubblica undici riviste
. 

Nel 2022 è stata acquisita dal gruppo Il Portico S.p.A.

## Storia
Venne fondata nei primi anni 1960 come costola della rivista Il Regno. La sua gestione fu affidata dapprima alla comunità di via Nosadella e, in seguito, alla provincia italiana settentrionale della congregazione dehoniana. Il primo libro uscì nell'autunno 1962: Il nostro sacerdozio nel sacerdozio di Cristo di Clément Dillenschneider.
Nelle sue pubblicazioni di monografie e riviste periodiche ha tenuto fissi alcuni criteri di riferimento: 
- centralità della Bibbia;
- attenzione alla vita e ai problemi della Chiesa;
- confronto con l'attualità della storia e della cultura.

Hanno pubblicato per le Edizioni Dehoniane autori come David Maria Turoldo, Primo Mazzolari, Carlo Maria Martini e Gianfranco Ravasi.
Tra le molte opere pubblicate spiccano l'Enchiridion Symbolorum in edizione bilingue, così come gli altri Enchiridia: Enchiridion Vaticanum (raccolta di tutti i documenti della Santa Sede dal 1962 a oggi), Enchiridion delle Encicliche dei papi, della Conferenza Episcopale Italiana, dei documenti sulla Sacra Scrittura, della Pace, della Famiglia, della Vita Consacrata...) e la Bibbia di Gerusalemme, molto utilizzata in ambito parrocchiale.
Nel novembre 2017 il Centro editoriale dehoniano, proprietario della casa editrice, ha acquisito il marchio e il catalogo Marietti 1820, una tra le più antiche case editrici italiane.
Nel 2020-21 la casa editrice attraversa un periodo di crisi, tanto che il 12 ottobre 2021 il Tribunale fallimentare di Bologna dichiara fallite le dehoniane. Le pubblicazioni proseguono per esercizio provvisorio, durante il quale avviene il trasferimento della storica azienda a una nuova proprietà. 
Dal 15 giugno 2022 la casa editrice ha un nuovo proprietario: un gruppo di imprenditori bolognesi guidati dal professor Alberto Melloni riuniti nella S.p.A. «Il Portico». Nel 2023 viene eseguito un restyling grafico dei marchi EDB e Marietti 1820.